# Софьино (Тверская область)
Софьино — деревня в Калининском районе Тверской области. Относится к Михайловскому сельскому поселению.
Расположена в 11 км к северо-востоку от Твери, в 0,5 км от деревни Пуково на старом Бежецком шоссе. Деревня со всех сторон окружена дачными кооперативами.